# Natalino Balasso
Natalino Balasso (Porto Tolle, 2 dicembre 1960) è un attore, comico e scrittore italiano. 
Autore e attore di teatro, cinema, radio e televisione, ha debuttato in teatro nel 1991, in televisione a fine anni novanta, al cinema nel 2007 e ha scritto alcuni libri di narrativa.

## Biografia
Attore e scrittore autodidatta e versatile, Natalino Balasso inizia ad esibirsi nei club e nei piccoli teatri dell'Emilia-Romagna con spettacoli comici surreali dallo stile vagamente futurista alla fine degli anni Ottanta. Nel 1993, grazie alle sue collaborazioni come autore a riviste di umorismo e satira (Comix, Cuore, Smemoranda) e alla pubblicazione di un suo libro di racconti surreali dal titolo Operazione buco nell'acqua (Sperling & Kupfer editori), viene notato dai produttori di alcune trasmissioni televisive delle reti Mediaset ed inizia una collaborazione con l'azienda come autore comico. La sua prima tournée significativa la deve all'incontro con Maurizio Grande con cui scrive un monologo dal titolo Il grande pop corn che sarà rappresentato in tutta Italia nel 1994 per la regia di Paola Galassi.
Nel 1995, abbandonata l'attività di autore televisivo e grazie ad un periodo formativo di circa un anno con l'attore e formatore americano Philip Radice, si interessa al mondo della Commedia dell'Arte e affronta le sue prime esperienze di capocomico fondando a Bologna la Compagnia degli Gnorri con la quale lavora fino al 2004 in varie tournée nei teatri del nord Italia. Con tale compagnia affronta dapprima un lavoro di riscrittura dei canovacci della Commedia dell'Arte e di attualizzazione delle maschere che sfocia in otto spettacoli da lui scritti che narrano la saga de L'isola degli Gnorri, rappresentati alla maniera della Commedia dell'Arte con canovacci e scenari sui quali gli attori improvvisano i dialoghi.
Nel 2003, dopo aver partecipato come comico ad alcune trasmissioni televisive (Zelig) che gli hanno dato notorietà nazionale, affronta la sua prima tournée di prosa a livello nazionale con la Compagnia degli Gnorri mettendo in scena una farsa brillante dal titolo Dammi il tuo cuore, mi serve di cui è autore e regista. Dopo il 2003, Balasso affronta anche ruoli cinematografici, partecipando al film di Carlo Mazzacurati La giusta distanza con Giuseppe Battiston, al film Non pensarci per la regia di Gianni Zanasi, con Valerio Mastandrea, alla fiction in sei episodi Padri e figli per la regia di Gianni Zanasi e Gianfranco Albano, con Silvio Orlando e alla fiction in sei puntate Il segreto dell'acqua, per la regia di Renato De Maria con Riccardo Scamarcio.
Concluso il capocomicato con la Compagnia degli Gnorri nel 2004, incontra il regista Gabriele Vacis che lo dirige sul terreno della prosa. Con il regista Vacis, Balasso avvia una collaborazione che lo vede interprete dello spettacolo Libera nos (2005), coautore e interprete dello spettacolo Viaggiatori di Pianura nel quale recita con Laura Curino (2008) e nuovamente interprete della commedia Rusteghi, i nemici della civiltà da Carlo Goldoni nella quale recita con Jurij Ferrini ed Eugenio Allegri (2011). Negli stessi anni Balasso affronta altre tournée con i suoi monologhi e con la traduzione veneta de La bisbetica domata di William Shakespeare per la regia di Paolo Valerio e Piermario Vescovo nella quale recita a fianco dell'attrice Stefania Felicioli (premio Duse nel 2000).
Nel 2009-2010 affronta la sua seconda esperienza di capocomico mettendo insieme una Compagnia di attori e cantanti veneti coi quali si esibisce in un lavoro teatrale dal titolo Fog Theatre, un progetto che prevede la realizzazione di 10 spettacoli da lui scritti e diretti che vengono rappresentati tutti nella stessa città, prima a Verona, poi a Padova. Tale lavoro mescola situazioni e personaggi del teatro di tutti i tempi in una sorta di copione unico, nel quale fanno apparizione anche personaggi inventati da Balasso che generano lo scontro tra realtà e finzione.
Tra il 2004 e il 2010 scrive tre romanzi: L'anno prossimo si sta a casa (Mondadori), Livello di guardia (Mondadori) e Il figlio rubato (Kellermann). Nel 2012 superando la forma romanzo, scrive un libro di finzione in cui immagina una lunga intervista a Dio ad opera di un giornalista, il titolo è Dio c'è ma non esiste. Nel 2011 inizia a sperimentare nuovi format video nel suo canale sulla piattaforma YouTube che si chiama "Telebalasso". Ciò dà origine a una serie di realizzazioni video tra cui dei video satirici come "testimonial" di prodotti come superalcolici o smartphone, o discorsi di Capodanno.

## Teatro

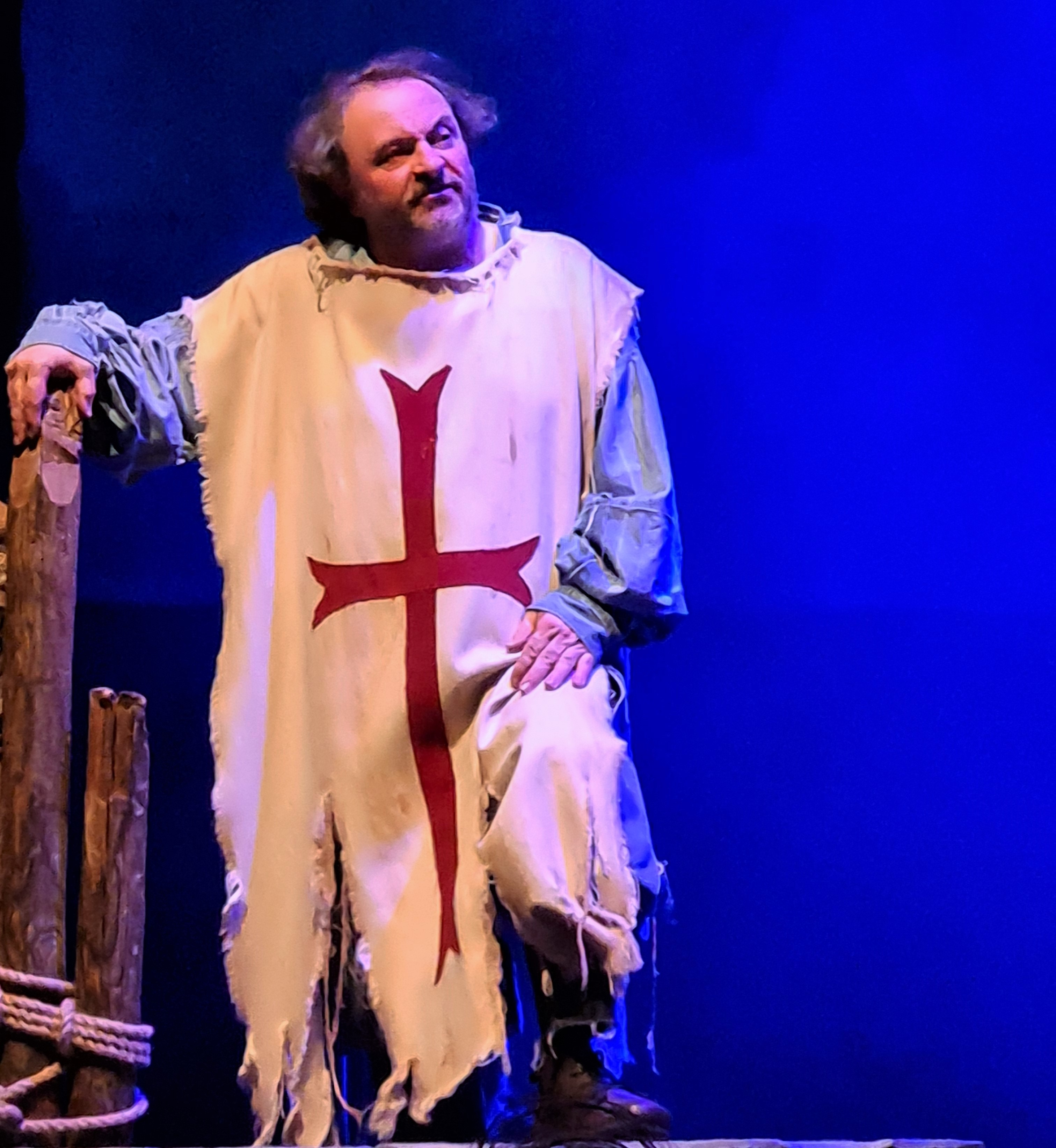
Natalino Balasso in Balasso fa Ruzante, Teatro Carcano di Milano, 2022

- Le uova giganti dell'isola di Pasqua ed altre meraviglie (monologo surreale), di Natalino Balasso, regia di Luca Domenicali. Teatro Fanin di San Giovanni in Persiceto (BO) (1991)
- Il grande popcorn (monologo surreale), di Natalino Balasso e Maurizio Grande, regia di Paola Galassi. Teatro Ciak di Milano (1993)
- Gnorri (canovacci alla maniera della Commedia dell'Arte), di Natalino Balasso, regia di Natalino Balasso, con La Compagnia degli Gnorri. Teatro Massari di San Giovanni in Marignano RN (1998)
- Il Balasciò (monologo comico a quadri), di Natalino Balasso, regia di Paolo Migone. Teatro Ciak di Milano (2001)
- Dammi il tuo cuore, mi serve (commedia brillante), di Natalino Balasso, regia di Natalino Balasso, con La Compagnia degli Gnorri. Teatro Gonzaga di Bagnolo in Piano RE (2003)
- Ercole in Polesine, di Natalino Balasso, regia di Natalino Balasso. Teatro Don Bosco di Chioggia VE (2004)
- Libera nos (prosa-narrazione, dai testi di Luigi Meneghello), di Gabriele Vacis, Marco Paolini e Antonia Spaliviero, regia di Gabriele Vacis. Teatro Gobetti di Torino (2005)
- Miti, leggende e bufale (conferenza-spettacolo), di Natalino Balasso e Marco Travaglio, regia di Natalino Balasso. Teatro Astra di Schio VI (2005)
- La tosa e lo storione, di Natalino Balasso, regia di Natalino Balasso. Teatro Villa dei leoni di Mira VE (2007)
- Viaggiatori di pianura (prosa), di Gabriele Vacis e Natalino Balasso, regia di Gabriele Vacis. Teatro Civico di Tortona AL (2008)
- La bisbetica domata, di William Shakespeare, traduzione in veneto di Pier Mario Vescovo, regia di Paolo Valerio e Pier Mario Vescovo. Teatro Romano di Verona (2009)
- Fog Theatre (happening teatrale), testo e regia di Natalino Balasso. Gran Teatro di Padova (2010)
- È una cosa seria?, da due atti unici di Luigi Pirandello: Il bel Cecè e L'imbecille, regia di Giulio Graglia. Teatro Gobetti di Torino (2011)
- Rusteghi, i nemici della civiltà, di Carlo Goldoni, adattamento di Gabriele Vacis, Antonia Spaliviero e Natalino Balasso, regia di Gabriele Vacis. Teatro Sociale di Valenza (AL) (2011)
- L'idiota di Galilea (monologo di prosa), di Natalino Balasso, regia di Stefania Felicioli. Teatro De Micheli di Copparo FE (2011)
- Aspettando Godot di Samuel Beckett, regia di Jurij Ferrini. Teatro Di Locarno, (2012)
- Signore & Signori di Piccoli e Genovese, regia di Pier Giorgio Piccoli. Teatro Di Thiene, (VI) (2013)
- La cativìssima - Epopea di Toni Sartana di Natalino Balasso, regia di Natalino Balasso. Teatro Goldoni di Venezia (2015)
- Toni Sartana e le streghe di Bagdàd (La Cativìssima capitolo II), di Natalino Balasso
- Il giardino dei ciliegi (2016) di Anton Cechov, prima nazionale al Teatro Carignano di Torino, 10-11 ottobre 2016, regia di Valter Malosti, apertura della stagione teatrale.
- DELUSIONIST “No stand up comedy” in cui si ride per non ridere, testo e regia di Natalino Balasso e Marta Dalla Via (2017)
- Balasso fa Ruzante (amori disperati in tempo di guerra), testo di Natalino Balasso, regia di Marta Dalla Via (2021)
- La macchina comica, regia di Natalino Balasso, con gli allievi della Scuola di Teatro di ERT/Teatro Nazionale (2023)
- La Cripta dei Cappuccini di Joseph Roth, regia di Giacomo Pedini, produzione Mittelfest (2023)
- La grande magia di Eduardo De Filippo, regia di Gabriele Russo, produzione Teatro Bellini (2024)
- Giovanna dei disoccupati. Un apocrifo brechtiano di e con Natalino Balasso, regia di Andrea Collavino, coproduzione Centro Teatrale Bresciano, ERT / Teatro Nazionale, Teatro Stabile di Bolzano (2025)

## Libri
- Operazione buco nell'acqua, racconti, Sperling & Kupfer, 1993;
- ZZA, Le ultime lettere di Savino Pezza, umorismo, edizioni Comix-Panini 1994;
- Si divertono tutti alle mie spalle, memorie del pornodivo di Zelig, umorismo, BUR Biblioteca Univ. Rizzoli, 2001;
- Il Balasciò, antologia di battute dal monologo teatrale, umorismo, BUR Biblioteca Univ. Rizzoli, 2001;
- L'anno prossimo si sta a casa, romanzo, Mondadori, 2004;
- Livello di guardia, romanzo, Mondadori 2007.
- Il figlio rubato, romanzo, Kellermann 2010.
- Dio c'è ma non esiste, intervista a Dio, Editori Riuniti 2012.
- Il Libro del Scritore, fondazione pordenonelegge.it 2013.
- 70 scritti brevi, (ebook) Natalinoballasso 2014.
- Il Grande Libro del Scritore, pubblicazione indipendente 2020.

## Televisione e radio
Natalino Balasso è noto al pubblico televisivo per i personaggi dell'Attore porno e del professore Anatoli Balasz che ha impersonato nella trasmissione Zelig dal 2000 al 2002 e per le sue partecipazioni a varie edizioni dei programmi della Gialappa's Band nei panni del personaggio Berto dal 2004 al 2005.
- Zelig (programma di Gino e Michele) in onda su Italia 1, 2000/2002;
- Ma il portiere non c'è mai? (sit com con regia di Pipolo e Carlo Corbucci, protagonista Giampiero Ingrassia) in onda su Canale 5, 2002;
- Mai dire domenica e Mai dire lunedì (programmi della Gialappa's Band) in onda su Italia 1, 2004/2005;
- Padri e figli (fiction con regia di Gianni Zanasi e Gianfranco Albano, protagonista Silvio Orlando) in onda su Canale 5, 2004;
- Natalino Balasso Show (varietà comico di Natalino Balasso, regia Claudio Bozzatello) in onda su Italia 1, 2004;
- Mitiko (programma sui miti greci di Natalino Balasso) in onda su La7, 2006;
- Mi manda Baricco (rubrica che fece parte della trasmissione radiofonica Caterpillar con Massimo Cirri e Filippo Solibello), nella quale Balasso stilava recensioni di libri e autori (inesistenti) in onda su Radio Due, 2006/2007/2008;
- Mai dire Grande Fratello Show, (programma della Gialappa's Band in onda su Italia 1); conduttore di una rubrica intitolata Storia minima dell'arte nella quale dà faccia e voce ai quadri celebri, 2009;
- Il segreto dell'acqua (fiction con Riccardo Scamarcio) in onda su Rai1, 2011;
- 1992 (fiction con Stefano Accorsi) in onda su Sky, 2015.
- Aspettando Adrian programma con Adriano Celentano in onda su Canale 5, 2019.

## Filmografia
- Non pensarci, regia di Gianni Zanasi (2007)
- La giusta distanza, regia di Carlo Mazzacurati (2007)
- Fuga dal call center, regia di Federico Rizzo (2008)
- Generazione 1000 euro, regia di Massimo Venier (2009)
- La passione, regia di Carlo Mazzacurati (2010)
- La sedia della felicità, regia di Carlo Mazzacurati (2013)
- Lazzaro felice, regia di Alice Rohrwacher (2018)
- Comedians, regia di Gabriele Salvatores (2021)
- Il ritorno di Casanova, regia di Gabriele Salvatores (2023)
- Gloria!, regia di Margherita Vicario (2024)

## Riconoscimenti
- Premio satira Forte dei Marmi per il teatro comico, 2004.[2]
- Premio Masi per la Civiltà Veneta, 2016.[3]
- Premio satira Forte di Marmi, per i monologhi, 2018.[4]